# Edmond Kaiser
Pour les articles homonymes, voir Kaiser.
Edmond Kaiser, né à Paris le 2 janvier 1914 et mort à Coimbatore en Inde le 4 mars 2000, est un pharmacien délégué médical vaudois qui fonda en 1960 l’association humanitaire Terre des hommes puis en 1980 le mouvement Sentinelles.

## Biographie
Edmond Kaiser effectue une formation d'employé de bureau. Après un séjour linguistique en Allemagne (1932-1933), il se marie avec la Suissesse Élisabeth Burnod en  1936 dont il a deux enfants et vit avec sa famille à Paris dans un cercle littéraire.  Il se trouve envoyé au front en 1940, est blessé et honoré. A cause de l’activité controversée de sa femme dans la résistance et comme une complice ignorante de l'Abwehr allemand (1943-1944), le couple  est accusé de trahison sous l'Occupation et emprisonné pendant un mois en 1947. Il est libéré de prison à Loos avec un non-lieu.
En 1948, il s'installe à Lausanne avec sa famille. La mort accidentelle de son fils à l'âge de 2 ans (1941), son expérience de l'injustice, son dévouement pour l'innocence meurtrie le conduisent à l'action : il crée l'association des amis puis des compagnons d'Emmaüs à Lausanne en 1957-58 et fonde Terre des hommes en 1960,en faveur des enfants victimes de la faim et de l'exploitation, fondateur de Terre des hommes India Society en 1976 , puis Sentinelles (1980), une organisation destinée à lutter contre les mutilations sexuelles, la prostitution enfantine et d'autres détresses extrêmes dont celle des enfants atteints de Noma alors que personne ne s'en préoccupait.
Edmond Kaiser est également poète et écrivain, auteur du Mémorial d'une poupée (1951) et de La marche aux enfants (1979). Il meurt 4 mars 2000 à Coimbatore (Inde).

## Terre des hommes
Les objectifs généraux de cette association sont la mise en avant des droits de l'enfant, la lutte contre leur exploitation (travail, prostitution), l’aide au développement des pays du Sud, la promotion de l’alphabétisation dans les pays pauvres, etc. À la suite de conflits internes, Kaiser quitte l’association en 1980 pour fonder Sentinelles, « au secours de l’innocence meurtrie ».
C’est à partir de 1980, après la parution du livre écrit par le Suisse Guido Franco Desert patrol, qui relate sans détours les aventures de son auteur parmi les prostitués du Sri Lanka et des Philippines, que Kaiser se lance dans une attaque de ce qui sera appelé plus tard le « tourisme sexuel ». La médiatisation qu’obtient Kaiser éveille l’opinion publique européenne, qui se passionne pour le sujet. Cette mobilisation ira en s’amplifiant, relayée par le scandale provoqué par le documentaire de François Debré Les trottoirs de Manille, diffusé sur les télévisions européennes (en décembre 1981 sur la télévision française).
En 1983, Guido Franco décrit Edmond Kaiser, sous le pseudonyme transparent d’Édouard Lempereur, dans la suite de Desert patrol, intitulée Prières pour des paradis meilleurs ; Terre des hommes y apparaît comme “Les Enfants de la Terre”, et Sentinelles comme “Le Trombone”.

## Sentinelles

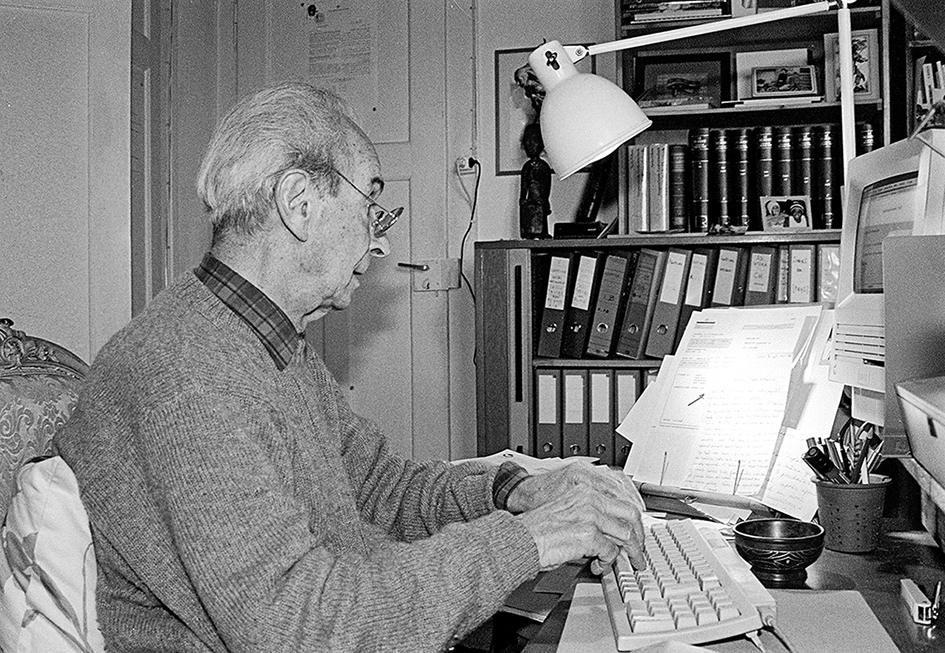
Edmond Kaiser en 1995 à Prilly par Markus Schweizer

Edmond Kaiser fonde en 1980 Sentinelles, au secours d’êtres choisis parmi les plus meurtris. Axe de marche: le sens du sacré, le sens de l'urgence, la recherche et découverte d'êtres laissés pour compte, victimes de détresses majeures. Leur secours et accompagnement individuel, une par une, un par un, de l'urgence immédiate à la vie au long cours, et la lutte vigilante contre ce qui les broie. 
Les êtres secourus : enfants affamés, handicapés ou malades, martyrisés, captifs, esclaves, rejetés, victimes d'infanticide, jeunes filles et femmes persécutées, rejetées, victimes de mutilations sexuelles et du mariage précoce forcé, "petits vieux" à l'abandon.

### Œuvres
- Mémorial d’une poupée. – 1951, prix Lange de l’Académie française en 1952.
- La marche aux enfants. – 1979.

### Sources
- Fonds : Fondation Terre des hommes (1957 - 2018) [192.00 mètres linéaires].  Cote : CH-000053-1 PP 1053. Archives cantonales vaudoises (présentation en ligne).
- « Edmond Kaiser », sur la base de données des personnalités vaudoises sur la plateforme « Patrinum » de la Bibliothèque cantonale et universitaire de Lausanne.
- 200 têtes vaudoises : "who is who?" du canton de Vaud Walter Fröhlich, Anne Mancelle... et al.] Winterthour : Ed. Eulach SA, 1991, 82 p.
- Fabienne Taric Zumsteg, « Edmond Kaiser » dans le Dictionnaire historique de la Suisse en ligne.
- Ch. Gallaz, Entretiens avec Edmond Kaiser, 1998
- Sentinelles - Interview d'Edmond Kaiser
- - Témoignage sur Edmond Kaiser
- - Dates clef de Sentinelles
- Il était une fois Edmond Kaiser : Gilbert Salem